# فرقة العمل كليبتوكابتشر
فرقة العمل كليبتوكابتشر (بالإنجليزية: Task Force KleptoCapture)‏ هي وحدة تابعة لوزارة العدل الأمريكية، تأسست في مارس 2022 بهدف فرض عقوبات على الأوليغارشية الروسية (أي "الكليبتوقراطيين").
تم تشكيلها بعد الغزو الروسي لأوكرانيا عام 2022.

## التأسيس
أعلن الرئيس جو بايدن عن هذه الجهود خلال خطاب حالة الاتحاد لعام 2022. تم تشكيل هذا الفريق لاستهداف الأوليغارشية على وجه التحديد.

## عناصرها
يتكون هذا الفريق من مسؤولين من مكتب التحقيقات الفيدرالي وخدمة مارشال الولايات المتحدة ودائرة الإيرادات الداخلية وخدمة التفتيش البريدي بالولايات المتحدة وإدارة الهجرة والجمارك الأمريكية والخدمة السرية للولايات المتحدة.

## أهدافها
الهدف الرئيسي لفريق العمل هو فرض العقوبات المفروضة على هؤلاء الأفراد لتجميد ومصادرة الأصول التي تدعي الحكومة الأمريكية أنها عائدات لتورطهم غير القانوني مع الحكومة الروسية وغزو أوكرانيا.

## روابط خارجية
- الموقع الرسمي